# Dungeon Siege III
Dungeon Siege III ist ein Computer-Rollenspiel von Obsidian Entertainment. Es ist die direkte Fortsetzung zu Dungeon Siege II und der insgesamt sechste Titel der Dungeon-Siege-Reihe. Dungeon Siege III erschien am 17. Juni 2011.

## Handlung
Die Geschehnisse von Dungeons Siege 3 ereignen sich etwa 150 Jahre nach der Handlung von Dungeon Siege. Die 10. Legion, die über 400 Jahre für die Sicherheit des Königreichs Ehb gesorgt hatte, wurde durch Jeyne Kassynder nahezu ausgelöscht. Der Grund dafür ist die angeblich Schuld der Legion am Tod ihres Vaters, des Königs von Ehb. Seitdem herrscht in Ehb Krieg zwischen Jane Kassynder und den verbliebenen Mitgliedern der Königsfamilie. Nur wenige Mitglieder und Abkömmlinge der 10. Legion haben den Krieg gegen Kassynder überlebt. Odo, ein ehemaliger Spion der 10. Legion, will die letzten Nachkommen im Anwesen von Hugh Montbarron, des letzten Großmeisters der Legion, versammeln, um den alten Orden wiederauferstehen zu lassen. Doch die Truppen Jeyne Kassynders erhalten Kenntnis von der geplanten Zusammenkunft und überfallen das Treffen. Nur der Spielercharakter und Marten Guiscard können dem Angriff entkommen und fliehen in das Tal von Rukkenvahl.
Nachdem Guiscard und der Spielercharakter Odo in einem alten Versammlungshaus der Legion nahe dem Dorf Rabenbach ausfindig machen konnten, erhält der Spielercharakter den Auftrag, weitere Überlebende und Unterstützer zu finden. Nachdem die Verfolger aus Rukkenvahl vertrieben wurden, macht sich der Spielercharakter auf nach Stonebridge, um das alte Versammlungshaus der Legion in der Stadt wieder zu eröffnen. Mit der immer größer werdenden Unterstützung sollen nun die Truppen Jeyne Kassynders zurückzuschlagen und die bedrängte Königin Roslyn aus ihrem belagerten Quartier in den Funkelhöhlen gerettet werden.

## Spielprinzip
Der Spieler wählt zu Beginn einen von vier vorgenerierten Charakteren. Zur Wahl stehen Lucas Montbarron, ein Krieger und Sohn des letzten Legionkommandeurs Hugh Montbarron, Anjali, eine gestaltwandelnde und magiebegabte Archon, der Magier und Fernkämpfer Reinhart Manx und Katarina, die uneheliche Tochter Hugh Montbarrons mit einer Lescanzi-Hexe. Die weitere Entwicklung seines Charakters kann der Spieler im Rahmen der Vorgaben frei bestimmen.

## Entwicklung
Im Juni 2010 wurde die Weiterführung der Spielereihe offiziell bestätigt. Nach der Übernahme der Namensrechte durch den japanischen Publisher Square Enix erhielt das US-amerikanische Rollenspiel-Entwickler-Unternehmen Obsidian Entertainment den Auftrag für die Entwicklung von Dungeon Siege III. Chris Taylor kam bei der Entwicklung lediglich eine beratende Funktion zu. Square Enix erwarb die Rechte an Dungeon Siege, um Marktanteile im Bereich der Action-Rollenspiele zu erringen. Nach eigenen Einschätzungen handelte es sich bei der Reihe um einen bekannten Markennamen mit Ausbaupotential, insbesondere im Konsolenbereich.
Ein Teil des Entwicklerteams von Obsidian Entertainment hatte zuvor an einem Entwurf für ein drittes Baldur’s Gate gearbeitet und wechselte nach dessen Einstellung in die Entwicklung des Action-RPGs. Von Baldur’s Gate wurde als technische Grundlage auch die von Obsidian selbst entwickelte Onyx-Engine übernommen, die ursprünglich für ein unvollendet gebliebenes Rollenspiel im Alien-Universum programmiert wurde. Ursprünglicher Lead Designer des Spiels sollte Tony Evans werden, der Obsidian jedoch noch vor der Fertigstellung verließ. Stattdessen übernahm Nathaniel Chapman diese Aufgabe. Im Vergleich zu anderen Projekten von Obsidian war das Team für Dungeon Siege III verhältnismäßig klein, insbesondere das Autorenteam. Die Projektleitung lag, als Project Director, bei Obsidian-Mitarbeiter Rich Taylor, die Handlung des Spiels wurde jedoch maßgeblich von Creative Lead George Ziets gestaltet. Ziets Konzept knüpfte an die Tradition des ersten Dungeon Siege an, indem er das Spiel wieder in das Fantasyreich Ebh versetzte und die Erzählung um die 10. Legion aufgriff. Er griff dabei die bereits im ersten Teil vorhandenen, aber oftmals unbeachtet gebliebenen Hintergrundinformationen auf und vertiefte sie auf Grundlage von Gas Powered Games’ Entwicklerbibel, Hintergrundinformation von Serienschöpfer Chris Taylor und durch eigene Ideen in einem über hundertseitigen Designdokument über den Spielwelthintergrund. Inspiriert wurde er bei der Ausarbeitung seines Konzepts unter anderem von der indischen Mythologie, die er nutzen wollte, um einen exotischen Flair im ansonsten westlich-europäisch geprägten Königreich Ebh zu erschaffen. Ein Resultat davon war die Handlung um die Archons, die nach dem Tod der alten Götter ohne Bestimmung in der Welt gestrandet und auf der Suche nach einer neuen Daseinsberechtigung sind. Allerdings gab es einige Vorgaben, die Ziets einem Interview 2013 auch als einschränkend bezeichnete. So mussten die Charaktere der 10. Legion als stets gut und rechtschaffen porträtiert werden und die Handlung die Rettung Ebhs in den Mittelpunkt stellen.
Das Spiel nutzt die Onyx-Engine. Ebenfalls für das Spiel erarbeitete Obsidian, das in dem Ruf stand stark fehlerbehaftete Spiele zu entwickeln, eine neue Strategie für Qualitätssicherungsstrategie, um ähnliche Vorwürfe für Dungeon Siege III zu vermeiden. Dungeon Siege III erschien am 17. Juni für Windows, Xbox 360 und PlayStation 3.

## Synchronisation
| Rolle                            | englischer Sprecher | deutscher Sprecher        |
| -------------------------------- | ------------------- | ------------------------- |
| Lucas Montbarron                 | Crispin Freeman     | Karlo Hackenberger        |
| Reinhart Manx                    | Dave B. Mitchell    | Sebastian Christoph Jacob |
| Anjali                           | Amanda Philipson    | Arianne Borbach           |
| Katarina                         | Anna Vocino         | Britta Steffenhagen       |
| Marten Guiscard                  | Robin Aktin Downes  |                           |
| Der ehrenwerte Odo               | Barry Dennan        | Werner Ehrlicher          |
| Bürgermeister Moritz Grimmelhaus | Barry Dennan        | Boris Tessmann            |
| Königin Roslyn                   | Laura Bailey        |                           |
| Jeyne Kassynder                  | Catherine Taber     |                           |

## Rezeption
Das Spiel erhielt meist durchschnittliche Bewertungen (Metacritic: 72 von 100 (PC), 71 (PS3), 72 (Xbox 360)). Die Wertungen deutscher Magazine lagen dabei leicht über dem internationalen Niveau. (Critify-Wertung: 78 von 100 (PC), 77 (PS3), 77 (Xbox 360)) Anders als bei früheren Spielen von Obsidian wurde Dungeon Siege III meist eine geringe Fehlerdichte bescheinigt. Auch die Handlung wurde gelobt. Kritisiert wurde hingegen unter anderem in der PC-Version die fehlende Möglichkeit, die Tastaturbelegung frei bestimmen zu können. Obsidian reagierte darauf mit einem Patch, der diese Funktion nachträglich hinzufügte.

„Ein Dungeon Siege ist das Spiel nun wirklich nicht, auch wenn’s auf der Schachtel steht. Dungeon Siege hin oder her, Obsidian hat mich mit der Story um Jeyne Kassynder gut unterhalten. […] Dungeon Siege 3 hat im Vergleich zu den Vorgängern eine nicht von der Hand zu weisende Verbesserung: Kämpfe sind wirkliche Kämpfe, in denen ich geschickt vorgehen muss, und keine interaktive Grafikdemo.“

Bis zum 30. September 2011 konnten weltweit 820.000 Exemplare des Spiels verkauft werden. Mit 480.000 Exemplaren waren die Verkäufe in Europa deutlich höher als in den USA (320.000) und Japan (20.000).

## Treasures of the Sun (Add-on)
Treasures of the Sun ist eine am 25. Oktober 2011 für Konsole und am 26. Oktober für PC veröffentlichte Downloaderweiterung zu Dungeon Siege III. Sie fügt dem Spiel eine neue Questreihe mit Handlungsstrang in einer neuen Wüstenumgebung hinzu. Darin begeben sich die Helden auf die Suche nach einem verschollenen Helden der Legion. Die Levelobergrenze wurde von 30 auf 35 angehoben, sowie neue Charakterfähigkeiten, Gegnertypen und Gegenstände hinzugefügt.